# David Flusser

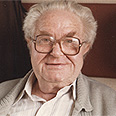
David Flusser, vor 1991

David Gustav Flusser (* 15. September 1917 in Wien; † 15. September 2000 in Jerusalem) war ein deutsch-israelischer Religionswissenschafter, Erforscher von palästinischen und rabbinischen Traditionen des Judentums, der Qumranschriften und des Neuen Testaments. 

## Leben
David Flusser war der Sohn des Ingenieurs Karel (* 1884) und Bertha Flusser, geborene Hamburger (* 1889). Sein Bruder war Otto Flusser (* 1919). Flusser wuchs in Prag und in Freiberg in Mähren (Przibram, Pibrans) auf. Flusser war Jude. Ein christlicher Pfarrer habe 1938 noch in Böhmen sein Interesse an Jesus und religiösen Themen geweckt, beschrieb er später seinen Werdegang. 
Nach der Besetzung Tschechiens durch deutsche Truppen emigrierte Flusser 1939 ins Mandatsgebiet Palästina. Nach der Gründung des Staates Israel promovierte er 1957 an der Hebräischen Universität von Jerusalem und wurde dort 1962 Professor für vergleichende Religionsgeschichte. Er war seit 1980 Mitglied der israelischen Akademie der Wissenschaften und Träger des Israel-Preises. Der Schwerpunkt seiner Beschäftigung lag auf der Erforschung des Neuen Testaments und seines rabbinisch-pharisäischen Hintergrundes, wobei er die Qumranschriften heranzog. Flusser beherrschte neben Deutsch, Tschechisch, Hebräisch und Englisch mehrere antike Sprachen. 
Flusser engagierte sich im jüdisch-christlichen Dialog und arbeitete mit Clemens Thoma, dem Leiter des Instituts für Jüdisch-Christliche Forschung IJCF in Luzern zusammen. Im Wintersemester 1975/76 wirkte Flusser dort als Gastprofessor.  
David Flusser war mit Chana Flusser, geborene Heller, verheiratet. Das Ehepaar hatte die Söhne Jochanan und Uri. David Flusser war ein Cousin von Vilém Flusser.

## Veröffentlichungen (Auswahl)
- Die letzten Tage Jesu in Jerusalem: das Passionsgeschehen aus jüdischer Sicht. Calwer Verlag, Stuttgart 1982, ISBN 3-7668-0676-9.
- Jesus. Überarbeitete Neuausgabe. Rowohlt Taschenbuch Verlag, Reinbek bei Hamburg 1999 (= rororo Monographie. Band 50632), ISBN 3-499-50632-7.
- Das Christentum, eine jüdische Religion. Kösel, 1990, ISBN 3-466-20327-9.
- Entdeckungen im Neuen Testament. Band 1: Jesusworte und ihre Überlieferung. 1992, ISBN 3-7887-0793-3; Band 2: Jesus, Qumran, Urchristentum. Neukirchener, 1999, ISBN 3-7887-1435-2.
- Das essenische Abenteuer. Die jüdische Gemeinde vom Toten Meer. Auffälligkeiten bei Jesus, Paulus, Didache und Martin Buber. Mit einem Vorwort von Clemens Thoma. Cardun, 1994, ISBN 3-905270-01-3.

Ko-Autor
- Paulus, von David Flusser, Edward Schillebeeckx, Eduard Schweizer, Erich Lessing (Hrsg.), Herder Verlag GmbH (1985), ISBN 3-451-18157-6.
- Der Mann aus Galiläa, von Josef Blank, David Flusser, Peter P. Kahane, Erich Lessing (Illustrator), Herder Verlag GmbH (1987), ISBN 3-451-16240-7.
- Geschichte der jüdischen Kultur in Bildern, von Samuel Abramsky, David Flusser und Abraham C. Schalit, Verlag Schibli-Doppler, Basel 1973, ISBN 3-545-25035-0.